# Burg Tittmoning
Die Burg Tittmoning ist eine Höhenburg auf einem aufragenden Bergkegel bei etwa 388 m ü. NHN südlich über der Altstadt von Tittmoning im Landkreis Traunstein in Bayern. Die Anlage ist unter der Aktennummer D-1-89-152-13 als denkmalgeschütztes Baudenkmal von Tittmoning verzeichnet. Ebenso wird sie als Bodendenkmal unter der Aktennummer D-1-7942-0024 im Bayernatlas als „untertägige mittelalterliche und frühneuzeitliche Befunde im Bereich von Burg Tittmoning und ihrer Vorgängerbauten sowie Körpergräber des älteren oder hohen Mittelalters“ geführt.

## Geschichte
Die vermutliche Erbauung der Burg im 12. bis 13. Jahrhundert durch den Ortsadel, das Rittergeschlecht der Herren von Titmoningen, ist unsicher.
Die erste urkundliche Erwähnung fand die Burg bei dem Erwerb durch das Erzbistum Salzburg (Erzbischof Eberhard II.) als Grenzbefestigung gegen Bayern. Die Burghut verlieh der Erzbischof anfangs immer nur für kurze Zeit. Erster castellanus war 1273 Friedrich von Törring, 1282 folge Ulrich von Wispeck, 1299 Heinrich von Nopping, 1306 Wulfing von Goldegg und 1307 Otto von Goldegg. Letzterer übte auch die Herrschaft über das Gericht Tittmoning aus. 1312 erscheint Kuno von Teising als Hauptmann von Tittmoning, danach (1320) Konrad von Oberndorf, der bereits als Pfleger betitelt wurde. Konrad von Oberndorf zog auf habsburgisch-salzburgischer Seite in die Schlacht bei Mühldorf und wurde als Gefangener des Grafen von Hals bis 1323 auf dessen Burg festgehalten. Der nächste Burghauptmann war Wulfing von Goldegg. Dieser war sowohl Lehensträger des bayerischen Herzogs auf Burg Dornberg wie auch des Erzbischofs Friedrichs. In der Schlacht von Mühldorf stellte er sich auf die Seite von Kaiser Ludwigs des Bayern und auch als 1324 dieser gegen Tittmoning vorrückte, öffnete er ihm Stadt und Burg, wobei die Bayern die Burg zerstörten und die Stadt plünderten. 1327 wurden die  Burg und die Stadt an das Erzbistum Salzburg zurück verkauft.
1338 wurden die Fortifikationen verstärkt und die Burg diente häufig als Sammelplatz der Salzburger Delegation bei Treffen mit der bayerischen Delegation am Wechselberg. Als Pfleger aus dieser Zeit sind Hans von Traun (1369), Hadmar von Laber (1383–1387) und Jörg von Frauenberg (1490) bekannt.
In der zweiten Hälfte des 15. Jahrhunderts wurde die Burg spätgotisch zur Festung ausgebaut. Ab 1484 lebte hier der abgedankte Erzbischof Bernhard von Rohr. 1525 wird Tittmoning auf vier Jahre an Bayern verpfändet. 1540 wird der Pfleger Adam von Thurn für größere Umbauarbeiten bezahlt. Eventuell wurde unter dem Administrator Ernst Herzog von Bayern 1553 ein Traidkasten (Getreidespeicher) erbaut. Sigmund von Lamberg war der letzte Pfleger, dem die Feste mit der Verpflichtung sie persönlich mit eigenem Rücken zu besitzen 1561 übergeben wurde. Dieser resignierte 1590 und gab die Geschäfte an einen Pflegsverwalter ab. 1591 wird Jakob Hannibal von Raitenau mit dem Amt des Pflegers betraut. Da er auch andere Ämter innehatte, war er verpflichtet, zwei Mal jährlich nach Tittmoning zu kommen, die üblichen Geschäfte besorgte ein Pflegsverwalter, der auch das Amt eines Land- und Stadtrichters ausübte. Seitdem wohnte der Pfleger nicht mehr auf der Burg, sondern das Pfleggericht war mit dem Archiv in die Stadt Tittmoning in das Gerichtshaus gezogen.

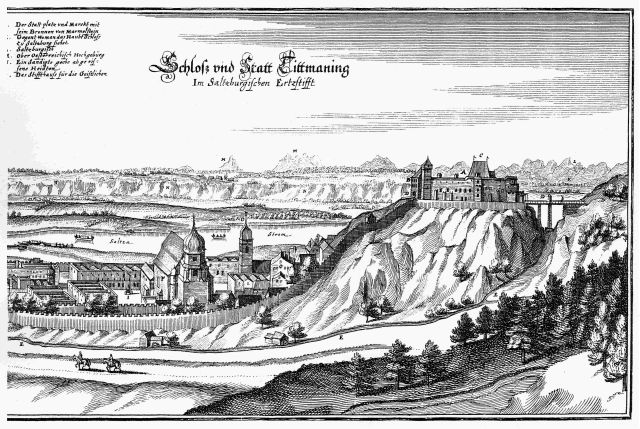
Burg Tittmoning nach einem Stich von Matthaeus Merian von 1656

1611 musste der  Burghauptmann Schneeweiß zu Arlezstain die durch bayrische Truppen im Zuge des Salzkrieges mit dem Erzbischof Wolf Dietrich beschädigte Burg an Herzog Maximilian I. übergeben. 1614 wurde Tittmoning an das Erzbistum Salzburg zurück verkauft. 1614 bis 1621 wurde die Burg unter Erzbischof Markus Sittikus von dem Hofbaumeister Santino Solari zum Jagdschloss umgebaut. Während des  Dreißigjährigen Krieges lag hier ein Teil der Salzburger Landfahne. Bis 1686 wurde das Schloss von der Hofkammer unterhalten, dann musste die Landschaft die Hälfte der Kosten übernehmen. 1690 bis 1694 erhielt die Burgkapelle St. Michael eine Barockisierung. Der letzte Burgkommandant war Freiherr von Schaffmann, der die Burg 1790 verließ. Danach blieb das Schloss unbesetzt. 1805 brannte die Burg unter französischer Besatzung, wobei u. a. der Bergfried zerstört wurde.
Nach 1816 gehörte die Burg dem Staat Bayern. Wegen des beginnenden Verfalls kaufte 1852 die Stadt Tittmoning die Burg. 1911 kam das Museum des Historischen Vereins in die Burg. 1940 wurde hier ein Gefangenenlager für Offiziere gegründet. Nach dem Zweiten Weltkrieg wurde die Burg Durchgangslager für Flüchtlinge und Heimatvertriebene. 1953 wurde das Museum wieder eröffnet und es begannen Sanierungsarbeiten.

## Beschreibung

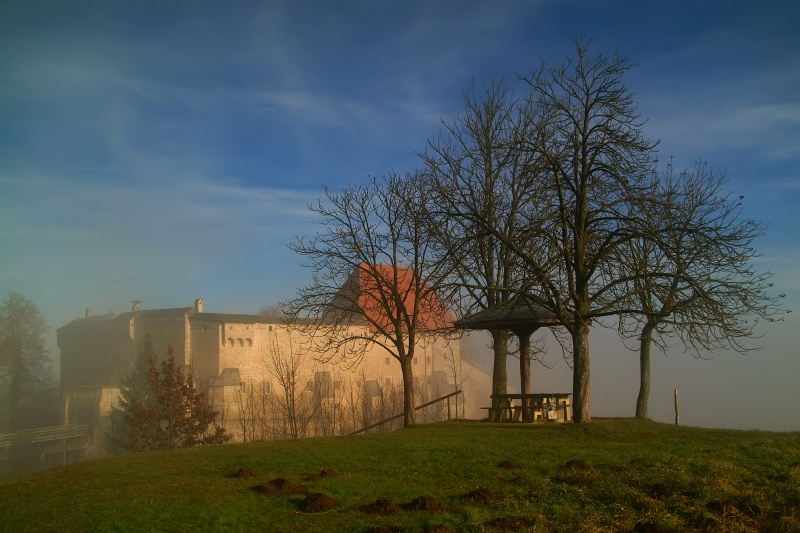

Aus der Gründungszeit der Burganlage stammen noch zwei Kreuzgewölbe im Erdgeschoss des Kavalierstocks sowie der Brunnen vor dem Küchenstock. Das heutige Erscheinungsbild der Burg ist durch die Umbauten des 15. und 16. Jahrhunderts geprägt; das markanteste Gebäude ist der innen an den Südbering angelegte dreigeschossige Traidkasten mit mächtigem Walmdach sowie die heutige Schlosskapelle St. Michael.
Heute sind hier die Schauräume des Heimathauses des Rupertiwinkels, jetzt als Museum Rupertiwinkel bezeichnet, untergebracht. Man kann dabei die größte Schützenscheibensammlung in Bayern aus der Zeit von 1600 bis 1930 besichtigen. Das Museum besitzt ferner einige Arbeiten des Tittmoninger Künstlers Johann Baptist Cetto.